# Earling (Iowa)
Pour les articles homonymes, voir Earling.
Earling est une ville du comté de Shelby, en Iowa, aux États-Unis. Elle est incorporée le 1er juin 1892.
Earling est célèbre dans les cercles paranormaux pour avoir été le lieu de séances d'exorcisme en 1928. Pendant, plus de 23 jours, un capucin catholique nommé Theophilus Riesinger a pratiqué des séances pour exorciser les démons d'Emma Schmidt (en), au couvent franciscain local. Au cours de l'exorcisme, Emma Schmidt aurait volé dans la pièce, atterri au dessus de la porte et s'accrochait au mur. Malgré les tentatives des autorités de l'église à garder l'exorcisme secret, les habitants de la ville ont bientôt commencé à entendre des bruits étranges, provenant du couvent, ainsi que des odeurs horribles. Enfin, au bout de 23 jours, les démons abandonnent le corps d'Emma Schmidt après que le père Riesinger ait commandé: « Partez, vous amis de l'enfer ! Fuis, Satan ». Après l'exorcisme, Emma Schmidt aurait mené une vie normale.

## Source de la traduction
- (en) Cet article est partiellement ou en totalité issu de l’article de Wikipédia en anglais intitulé « Earling, Iowa » (voir la liste des auteurs).